# Jeremy Suarez
Jeremy Steven Suarez (Burbank, 6 de julho de 1990) é um ator estadunidense. Seus principais papéis foram como Jordan em The Bernie Mac Show e como a voz de Koda nos filmes Irmão Urso e Irmão Urso 2.
Jeremy Suarez primeiramente apareceu em cena no filme Jerry Maguire como o filho de Cuba Gooding Jr., Tyson Tidwell. Ele também apareceu em várias séries americanas como: The Wayans Bros., Chicago Hope, Mad TV e Irmã ao Quadrado.
Na série The Bernie Mac Show ele era um garoto muito inteligente e esquisito. Como nas suas outras aparições, ele interpretou um personagem mais novo que ele. Em 2003, ele receberia uma indicação para um Image Award pelo papel de Jordan.
A partir de 2002, vários convites da Disney apareceram para Jeremy. Nesse mesmo ano, ele fez vozes secundárias no filme O Planeta do Tesouro.
Em 2003 veio o convite para fazer a voz de Koda no filme Irmão Urso. Por esse papel, Jeremy recebeu uma indicação do Prêmio Annie.
Em 2006, ele fez a voz de Koda novamente na sequência, Irmão Urso 2.
Seu último filme foi Extreme Movie, mas ainda esse ano será lançado Zambezia, uma animação em que ele faz a voz de Kai.

## Ligações Externas
- MySpace de Jeremy Suarez (em inglês)